# LOLA (VOCALOID)
LOLA（日语：ローラ）是ZERO-G於2004年1月15日 - 1月18日发售的以VOCALOID语音合成引擎为基础开发贩售的虚拟女性歌手软件。